# Сатурн (премія, 1993)
19-та церемонія вручення нагород премії «Сатурн» за заслуги в царині кінофантастики, зокрема в галузі наукової фантастики, фентезі та жахів за 1992 рік відбулася 8 червня 1993 року.

## Лауреати і номінанти
Нижче наведено повний перелік номінантів і переможців. Лауреати вказані першими та виділені жирним шрифтом.

### Фільми
| Найкращий науково-фантастичний фільм | Найкращий фентезійний фільм |
| --- | --- |
| - Зоряний шлях 6: Невідкрита країна - Чужий 3 - Корпорація «Безсмертя» - Люба, я збільшив дитину - Газонокосар - Спогади людини-невидимки | - Аладдін - Родина Адамсів - Бетмен повертається - Красуня і чудовисько - Смерть їй личить - Капітан Гак - Іграшки |
| Найкращий фільм жахів | Найкращий режисер |
| - Дракула - Основний інстинкт - Жива мертвечина - Кендімен - Рука, що гойдає колиску - Повсталий з пекла 3: Пекло на Землі - Твін Пікс: Вогню, іди зі мною | - Френсіс Форд Коппола – Дракула - Тім Бертон – Бетмен повертається - Девід Фінчер – Чужий 3 - Вільям Фрідкін – Шаленство - Рендал Клейзер – Люба, я збільшив дитину - Пол Верговен – Основний інстинкт - Роберт Земекіс – Смерть їй личить |
| Найкращий актор | Найкраща акторка |
| - Ґері Олдмен – за роль Дракули / Влада Дракули у фільмі Дракула - Чеві Чейз – за роль Ніка Голловей у фільмі Спогади людини-невидимки - Майкл Гембон – за роль англ. Lt. General Leland Zevo у фільмі Іграшки - Рауль Хулія – за роль Гомеса Аддамса у фільмі Родина Адамсів - Джон Літгоу – за декілька ролей у фільмі Виховання Каїна - Робін Вільямс – за роль Леслі Зіво у фільмі Іграшки - Брюс Вілліс – за роль доктора Ернеста Менвіл у фільмі Смерть їй личить                                                   | - Вірджинія Медсен – за роль Хелен Лайл у фільмі Кендімен - Ребекка де Морней – за роль місіс Мотт / Пейтон Фландерс у фільмі Рука, що гойдає колиску - Шеріл Лі – за роль Лори Палмер у фільмі Твін Пікс: Вогню, іди зі мною - Вайнона Райдер – за роль Міни Муррей/Елізабети у фільмі Дракула - Шерон Стоун – за роль Кетрін Трамелл у фільмі Основний інстинкт - Меріл Стріп – за роль Медлін Ештон у фільмі Смерть їй личить - Сігурні Вівер – за роль Еллен Ріплі у фільмі Чужий 3                                        |
| Найкращий актор другого плану | Найкраща акторка другого плану |
| - Робін Вільямс – за роль Джина у фільмі Аладдін - Денні Девіто – за роль Освальда Кобблепот / Людини-пінгвіна у фільмі Бетмен повертається - Чарльз С. Даттон – за роль Леонарда Діллона у фільмі Чужий 3 - Ентоні Гопкінс – за роль професора Абрагама ван Хелсінга у фільмі Дракула - Сем Нілл – за роль Девіда Дженкінса у фільмі Спогади людини-невидимки - Кевін Спейсі – за роль Едді Отіс у фільмі За взаємною згодою - Рей Вайз – за роль Ліленд Палмер у фільмі Твін Пікс: Вогню, іди зі мною                   | - Ізабелла Росселліні – за роль Лізль фон Руман у фільмі Смерть їй личить - Кім Кетролл – за роль лейтенанта Валаріс у фільмі Зоряний шлях 6: Невідкрита країна - Джуліанн Мур – за роль Марлен Крейвен у фільмі Рука, що гойдає колиску - Рене Руссо – за роль Джулі Редланд у фільмі Корпорація «Безсмертя» - Френсіс Штернхаген – за роль докторки Лінн Вальдхайм у фільмі Виховання Каїна - Марсія Страссман – за роль Діани Шалінскі у фільмі Люба, я збільшив дитину - Робін Райт – за роль Гвен Тайлер у фільмі Іграшки |
| Найкращий молодий актор чи акторка | Найкращий сценарій |
| - Скотт Вайнгер – за роль Аладдіна у фільмі Аладдін - Брендон Адамс – за роль англ. Poindexter "Fool" Williams у фільмі Люди під сходами - Едвард Фурлонг – за роль Джеффа Метьюс у фільмі Кладовище домашніх тварин 2 - Роберт Олівері – за роль Ніка Шалінскі у фільмі Люба, я збільшив дитину - Крістіна Річчі – за роль Венздей Аддамс у фільмі Родина Адамсів - Даніель Шалікар – за роль Адам Шалінські у фільмі Люба, я збільшив дитину - Джошуа Шалікар – за роль Адам Шалінські у фільмі Люба, я збільшив дитину | - Джеймс В. Харт – Дракула - Мартін Донован та Девід Кепп – Смерть їй личить - Джо Естерхас – Основний інстинкт - Девід Ґайлер, Волтер Гілл та Ларрі Фергюсон – Чужий 3 - Девід Лінч та Роберт Енгельс – Твін Пікс: Вогню, іди зі мною - Ніколас Меєр та Денні Мартін Флінн – Зоряний шлях 6: Невідкрита країна - Бернард Роуз – Кендімен |
| Найкраща музика | Найкращі костюми |
| - Анджело Бадаламенті – Твін Пікс: Вогню, іди зі мною - Джеррі Голдсміт – Основний інстинкт - Войцех Кіляр – Дракула - Алан Менкен – Аладдін - Алан Менкен – Красуня і чудовисько - Алан Сільвестрі – Смерть їй личить - Ганс Циммер та Тревор Горн – Іграшки | - Ейко Ісіока – Дракула - Ліза Дженсен – Корпорація «Безсмертя» - Робін Райчек – Мама і тато рятують світ - Боб Рінгвуд та Девід Перрі – Чужий 3 - Боб Рінгвуд, Мері Е. Вогт та Він Бурнхам – Бетмен повертається - Доді Шепард – Зоряний шлях 6: Невідкрита країна - Альберт Вольські – Іграшки |
| Найкращий грим | Найкращі спецефекти |
| - Стен Вінстон та Ве Ніл – Бетмен повертається - Грег Кенном, Метью В. Мангл та Мішель Берк – Дракула - Стів Джонсон – Дорога в пекло - Боб Кін (Image Animation) – Кендімен - Боб Кін – Повсталий з пекла 3: Пекло на Землі - Майкл Міллс та Едвард Френч – Зоряний шлях 6: Невідкрита країна - Дік Сміт та Кевін Хейні – Смерть їй личить | - Кен Ралстон, Том Вудрафф (молодший) та Алек Гілліс (Industrial Light & Magic (ILM)) – Смерть їй личить - Френк Сеглія, Пол Хейнс та Том Сеглія – Газонокосар - Роман Коппола – Дракула - Джордж Гіббс, Річард Едлунд, Алек Гілліс та Том Вудрафф (молодший) – Чужий 3 - Алан Манро (Visual Concept Engineering (VCE), Alterian, Inc., David Miller Creations) – Родина Адамсів - Брюс Ніколсон та Нед Горман (Industrial Light & Magic (ILM)) – Спогади людини-невидимки - Річард Тейлор та Боб Маккеррон – Жива мертвечина  |

### Телебачення
| Найкращий телесеріал |
| --- |
| - Сімпсони (Fox) - Бетмен (мультсеріал, 1992) (Fox Kids) - Зловмисники (CBS) - Квантовий стрибок (NBC) - Шоу Рена та Стімпі (Nickelodeon) - Зоряний шлях: Наступне покоління (Syndicated) - Байки зі склепу (HBO) |

### Відео
| Найкращий жанр відеовидання |
| --- |
| - Вбивця! - Drácula - Франкенвіні - Дорога в пекло - Нижній світ - Проєкт «Переслідувач тіні» - Два злісних погляди (італ. Due occhi diabolici) |

### Особливі нагороди
Нагорода імені Джорджа Пала
- Френк Маршалл[en]

Нагорода за досягнення в кар’єрі
- Девід Лінч

Президентська нагорода
- Гейл Енн Херд[en]

Service Award
- Еліс Ла Дін

## External links
- Official Website
- 'Dracula' wins big at Saturn Awards
- Past Winners Database – 1992: 19th Saturn Awards